# ニューロンドン郡 (コネチカット州)
ニューロンドン郡（New London County）は、アメリカ合衆国コネチカット州の南東部にある郡である。人口は26万6905人（2023年推計）。
コネチカット州の他の7郡と同じく、郡政府や郡庁所在地は存在しない。各町では、教育、除雪、下水道、消防、警察など、行政サービスの責任を持つ。また、少数では、資源（例えば水、ガスなど）を共有している。ニューロンドン郡は、単なる地図上の町の集団であり、政府の権威は存在しない。

## 歴史
ニューロンドン郡は、コネチカット州議会により、コネチカット州のもともとの4郡の1つとして、1666年5月10日に設立された。
これは裁判所命令により、ポーカタック川wth・
ノーウィッチ からホモノセット・プランテーションの西の区域・yeまで
をwchとし、名称をN: ロンドンとする。また、州裁判がNで保持される義務があり、
ロンドンでは6月第1水曜、9月第3木曜に行われる。
1666年、ニューロンドン郡は、ストーニントン、ノーウィッチ、ニューロンドン及びセイブルックの町から構成され、設立された。引用された「ホモノセット・プランテーション」は、1663年3月にケニルワースとなっていたが、1667年キリングワースに組み入れられた。いくつかの新しい町は、次の数十年間の間にニューロンドン郡に組み入れられた：プレストン（1687年）、コルチェスター（1699年）、レバノン（1700年）。クインバーグ・バレーに沿った村落は、1697年にニューロンドン郡の管轄下に置かれ、その後1699年にプレインフィールドに組み入れられた。1717年までに、多くの町が北東コネチカット（クインバーグ・バレーとロードアイランド州との境界の間）に設立され、ニューロンドン郡が拡大した。
1726年、北東コネチカットから構成されたウィンダム郡が分離した。これに伴い、ニューロンドン郡は、ボランタウン、ポンフレット、キリングリー、カンタベリー、プレインフィールド及びレバノンを失った。1785年には、ロウアー・コネチカット・リバー・バレーから構成されたミドルセックス郡が分離し、キリングワースとセイブルックを失った。境界の変更は、19世紀に起こっている：1803年マールボロー町が設立、1824年レバノン町がウィンダム郡から移る、1881年ボランタウン町がウィンダム郡から移る。

## 地理
2000年国勢調査によれば、ニューロンドン郡の面積は771.66平方マイル(1,998.6km2)で、このうち86.30%にあたる665.91平方マイル(1,724.7km2)が陸地、13.70%にあたる105.75平方マイル(273.9km2)が水面積である。
郡の地形は、北側のみ標高が高くなっている。郡の最高地点は、海抜約660フィート（201m）であるレバノン町のゲーツ・ヒル、最低地点は海岸である。

### 近隣の郡
- ウィンダム郡 - 北。
- ケント郡 (ロードアイランド州) - 北東。
- ワシントン郡 (ロードアイランド州) - 東。
- ミドルセックス郡 - 西。
- トランド郡 - 北西。
- ハートフォード郡 - 北西。
- サフォーク郡 - 南。フィッシャーズ島までフェリーで接続された海上の境界のみ。

## 自治体
| - ノーウィッチ - ニューロンドン - グロトン - --グロトン市 - --グロトン・ロングポイント - --ロング・ヒル - --ミスティック（ストーニントン内でもある） - --ノアンク - --ポクォノックブリッジ - ボズラ - コルチェスター - --ウェストチェスター - イーストライム - --フランダーズ - --ニアンティック - フランクリン - グリスワルド - --ジュエットシティ自治町村 - --ホープビル - --グラスゴー - --パチャーグ - レバノン - レッドヤード - --ゲイルズフェリー - --レッドヤードセンター | - リスボン - ライム - モントビル - --チェスターフィールド - --モヘガン - --オークデール - --オクソボクソ・リバー - --アンカスビル - ノースストーニントン - オールドライム - プレストン - --ポケタナック - --プレストン - スプレーグ - --バルティック - ストーニントン - --ポーカタック - --ミスティック（グロトン内でもある） - --オールドミスティック - セイラム - ボランタウン - ウォーターフォード - --クエーカーヒル |

* 村は町の区分とされるが、村の個別の政府は持たない。

## 政治と行政サービス
1960年から、コネチカット州では郡政府を廃止している。行政サービスは全て町によって提供される。インフラ、土地利用、経済問題などの地域問題に取り組むため、コネチカット州全体の議会が1989年に設立された。ライム、オールド・ライム、レバノンなどの例外を除くほとんどの町は、南西コネチカット議会の一部である。ライム、オールド・ライムは、コネチカット川河口地区計画局の一部である。一方、レバノンはウィンダム議会の一部である。

### 裁判
ニューロンドンとノーウィッチにある上級裁判所とニューロンドン裁判地区は、同じ範囲である。

### 法の執行
郡内の法の執行は、それぞれの町の警察によって行われる。2000年以前、郡の保安官のオフィスは、司法の保証や囚人の輸送、裁判所のセキュリティなどの目的で存在していた。これは現在、コネチカット連邦法執行官システムによって引き継がれている。

### 防火
郡の防火も町が行っている。いくつかの町では、さらに細かい地区がある。

### 給水
ニューロンドン郡にある21の町のうち12では、水はサウスイースタン・ウォーター・オーソリティとして知られる非営利的な公共企業体によって提供されている。サウスイースタン・ウォーター・オーソリティは、郡内の町に水を供給する、2つの機関の1つである。7つの町では、民間の会社から水が供給されている。ノーウィッチ、グロトンのほとんどの町は、独自の給水システムがある。

### ゴミの処分
ニューロンドン郡のいくつかの町は、南東コネチカット資源回収公社を組織している。参加しているのは、イースト・ライム・グリスワルド、グロトン、レッドヤード、モントヴィル、ニューロンドン、ノース・ストーニントン、ノーウィッチ、プレストン、スプレーグ、ストーニントン及びウォーターフォードである。

### 教育
郡の教育は、各町の政府によって通常は提供されている。ライムとオールド・ライムの過疎地域は、1つの学区（18地区）を形成している。

## 人口
以下は2000年の国勢調査による人口統計データである。
| 基礎データ - 人口: 259,088人 - 世帯数: 99,835 世帯 - 家族数: 67,188 家族 - 人口密度: 150人/km2（389人/mi2） - 住居数: 110,674軒 - 住居密度: 64軒/km2（166軒/mi2） 人種別人口構成 - 白人: 87.00% - 黒人・アフリカン・アメリカン: 5.29% - ネイティブ・アメリカン: 0.96% - アジア人: 1.96% - 太平洋諸島系: 0.06% - その他の人種: 2.05% - 混血: 2.68% - ヒスパニック・ラテン系: 5.11% 先祖による構成 - アイルランド系 : 13.8% - イタリア系：12.7% - イギリス系：10.8% - ドイツ系：7.9% - ポーランド系：7.1% - フランス系：6.4% 言語による構成 - 英語：90.1％ - スペイン語：4.5％ - フランス語：1.1％ | 年齢別人口構成 - 18歳未満: 24.40% - 18-24歳: 8.60% - 25-44歳: 31.20% - 45-64歳: 22.80% - 65歳以上: 13.00% - 年齢の中央値: 37歳 - 性比（女性100人あたり男性の人口） - 総人口: 97.90 - 18歳以上: 96.50 世帯と家族（対世帯数） - 18歳未満の子供がいる: 32.40% - 結婚・同居している夫婦: 52.50% - 未婚・離婚・死別女性が世帯主: 11.00% - 非家族世帯: 32.70% - 単身世帯: 26.40% - 65歳以上の老人1人暮らし: 9.50% - 平均構成人数 - 世帯: 2.48人 - 家族: 3.00人 収入と家計 - 収入の中央値 - 世帯: 50,646米ドル - 家族: 59,857米ドル - 性別 - 男性: 41,292米ドル - 女性: 30,525米ドル - 人口1人あたり収入: 24,678米ドル - 貧困線以下 - 対人口: 6.40% - 対家族数: 4.50% - 18歳未満: 7.80% - 65歳以上: 6.60% |